# Ferreirinho-ferrugem
Ferreirinho-ferrugem (nome científico: Poecilotriccus russatus) é uma espécie de ave da família dos tiranídeos. É encontrada na região Amazônica.